# 메이헴 (영화)
《메이헴》(영어: Mayhem)은 미국에서 제작된 조 린치 감독, 머티어스 커루소 각본의 2017년 액션 코미디 공포 영화이다. 스티븐 연, 서마라 위빙 등이 출연하였고, 퍼리사 카비아니 등이 제작에 참여하였다. 이 영화는 2017년 3월 사우스 바이 사우스웨스트 영화제에서 상영되었으며, 세일스 아트와 포스터는 2017년 5월 제70회 칸 영화제에서 공개되었다. VOD와 디지털 HD는 2017년 11월 10일 RJLE 필름스를 통해 발매되었다.

## 출연
- 스티븐 연 - 데릭 조 역
- 서마라 위빙 - 멜러니 크로스 역
- 스티븐 브랜드 - 존 "더 보스" 타워스 역
- 캐럴라인 치케지 - 케라 "더 사이렌" 파월 역
- 케리 폭스 - 아이린 스마이트 역
- 댈러스 로버츠 - 레스터 "더 리퍼" 맥길 역
- 마크 프로스트 - 유언 나일스 역
- 클레어 델러마 - 메그 역
- 안드레 에릭센 - 콜턴 "더 불" 스나이더 역
- 니컬라 켄트 - 오즈월드 역
- 루시 채플 - 제니 역
- 보얀 페리치 - 마일스 역
- 안나마리아 세르다 - 브렌다 역
- 요바나 프로세니크 - 데나 역
- 니나 세니차르 - 테사 역
- 블라디미르 알렉시치 - 네빌 리드 역
- 스콧 알렉산더 영 - 프랭크 역

## 기타 제작진
- 라인 제작: 안젤리야 블라이사블례비치
- 미술: 미나 부리치
- 의상: 모미르카 바일로비치

## 수상
- 2017년 제22회 부산국제영화제 후보 미드나잇 패션
- 2017년 제28회 싱가포르 국제 영화제 후보 미드나잇 메이헴
- 2017년 제50회 시제스 영화제 후보 공식 경쟁 부문
- 2017년 제21회 판타지아 영화제 후보 베스트 유럽·아메리카 영화 - 조 린치
- 2017년 제64회 시드니 영화제 후보 프리크 미 아웃[5]